# Medvirkende i Saw
Medvirkende i Saw er en liste over skuespillere, der har lagt stemme til eller portrætter karakterer i Saw filmserien lavet af James Wan og Leigh Whannell. Den eneste skuespiller som vises i alle syv film er Tobin Bell (Jigsaw), som også er den eneste skuespiller som har filmet scener til hver film i serien.

## Medvirkende
| karakter                              | Film                 | Film                | Film                   | Film               | Film                   | Film                          | Film                  | Spil               | Spil                 |  |
| karakter                              | Saw (2004)           | II (2005)           | III (2006)             | IV (2007)          | V (2008)               | VI (2009)                     | 3D (2010)             | The Game (2009)    | Flesh & Blood (2010) |  |
| Hovedpersonerne                       | Hovedpersonerne      | Hovedpersonerne     | Hovedpersonerne        | Hovedpersonerne    | Hovedpersonerne        | Hovedpersonerne               | Hovedpersonerne       | Hovedpersonerne    | Hovedpersonerne      |  |
| ------------------------------------- | -------------------- | ------------------- | ---------------------- | ------------------ | ---------------------- | ----------------------------- | --------------------- | ------------------ | -------------------- |  |
| Jigsaw/John Kramer                    | Tobin Bell           | Tobin Bell          | Tobin Bell             | Tobin Bell         | Tobin Bell             | Tobin Bell                    | Tobin Bell            | Tobin Bell (v)     | Tobin Bell (v)       |  |
| Amanda Young                          | Shawnee Smith        | Shawnee Smith       | Shawnee Smith          | Shawnee Smith (f)  | Shawnee Smith (f)      | Shawnee Smith                 | Shawnee Smith (f)     | Jen Taylor (v)     |                      |  |
| Mark Hoffman                          |                      |                     | Costas Mandylor        | Costas Mandylor    | Costas Mandylor        | Costas Mandylor               | Costas Mandylor       |                    |                      |  |
| Jill Tuck                             |                      |                     | Betsy Russell          | Betsy Russell      | Betsy Russell          | Betsy Russell                 | Betsy Russell         |                    |                      |  |
| Tilbagevendende store roller          |                      |                     |                        |                    |                        |                               |                       |                    |                      |  |
| Jeff Denlon                           |                      |                     | Angus Macfadyen        | Angus Macfadyen    | Angus Macfadyen (f)    | Angus Macfadyen (f)           |                       |                    |                      |  |
| Dan Erickson                          |                      |                     |                        |                    | Mark Rolston           | Mark Rolston                  |                       |                    |                      |  |
| Lawrence Gordon                       | Cary Elwes           | Cary Elwes (v)      |                        |                    |                        |                               | Cary Elwes            |                    |                      |  |
| Allison Kerry                         | Dina Meyer           | Dina Meyer          | Dina Meyer             | Dina Meyer         | Dina Meyer (p)         |                               |                       |                    |                      |  |
| Scott Mallick                         |                      |                     |                        |                    | Greg Bryk              |                               | Greg Bryk             |                    |                      |  |
| Eric Matthews                         |                      | Donnie Wahlberg     | Donnie Wahlberg        | Donnie Wahlberg    | Donnie Wahlberg (f)    |                               |                       |                    |                      |  |
| Lindsey Perez                         |                      |                     |                        | Athena Karkanis    | Athena Karkanis (f)    | Athena Karkanis               |                       |                    |                      |  |
| Daniel Rigg                           |                      | Lyriq Bent          | Lyriq Bent             | Lyriq Bent         | Lyriq Bent (f)         |                               |                       |                    |                      |  |
| Adam Stanheight                       | Leigh Whannell       | Leigh Whannell (v)  | Leigh Whannell         |                    |                        |                               | Leigh Whannell (f)    |                    |                      |  |
| Peter Strahm                          |                      |                     |                        | Scott Patterson    | Scott Patterson        | Scott Patterson (f)           |                       |                    |                      |  |
| David Tapp                            | Danny Glover         |                     | Danny Glover (f)       |                    | Danny Glover (f)       |                               |                       | Earl Alexander (v) | Earl Alexander (v)   |  |
| Tilbagevendende supporting karakterer |                      |                     |                        |                    |                        |                               |                       |                    |                      |  |
| Tara Abbott                           |                      |                     |                        |                    |                        | Shauna MacDonald              | Shauna MacDonald      |                    |                      |  |
| Cecil Adams                           |                      |                     |                        | Billy Otis         |                        | Billy Otis                    |                       |                    |                      |  |
| Addy                                  |                      |                     |                        |                    |                        | Janelle Hutchison             | Janelle Hutchison     |                    |                      |  |
| Xavier Chavez                         |                      | Franky G            | Franky G               |                    | Franky G (p)           |                               | Franky G (f)          |                    |                      |  |
| Gus Colyard                           |                      | Tony Nappo          | Tony Nappo (f)         | Tony Nappo         | Tony Nappo             |                               |                       |                    |                      |  |
| Addison Corday                        |                      | Emmanuelle Vaugier  | Emmanuelle Vaugier (f) | Emmanuelle Vaugier | Emmanuelle Vaugier (p) |                               |                       |                    |                      |  |
| Deborah                               |                      |                     | Kim Roberts            | Kim Roberts        |                        |                               |                       |                    |                      |  |
| Emily                                 |                      |                     |                        |                    |                        | Larissa Gomes                 | Larissa Gomes         |                    |                      |  |
| Fisk                                  |                      |                     |                        | Mike Realba        | Mike Realba            |                               |                       |                    |                      |  |
| Donnie Greco                          | Oren Koules          |                     | Oren Koules            | Oren Koules        |                        | Oren Koules (f)               |                       |                    |                      |  |
| Dr. Heffner                           |                      |                     |                        | James Van Patten   |                        | James Van Patten              | James Van Patten      |                    |                      |  |
| Pamela Jenkins                        |                      |                     |                        |                    | Samantha Lemole        | Samantha Lemole               |                       |                    |                      |  |
| Paul Leahy                            | Mike Butters         |                     | Mike Butters (f)       | Mike Butters       | Mike Butters           | Mike Butters (f)              |                       |                    |                      |  |
| Michael Marks                         |                      | Noam Jenkins        | Noam Jenkins (f)       | Noam Jenkins       |                        |                               | Noam Jenkins (f)      |                    |                      |  |
| Pete                                  |                      | Kelly Jones         | Kelly Jones            | Kelly Jones        |                        |                               |                       |                    |                      |  |
| Joe                                   |                      | Vincent Rother      | Vincent Rother         | Vincent Rother     |                        |                               |                       |                    |                      |  |
| Corbett Denlon                        |                      |                     | Niamh Wilson           |                    | Niamh Wilson           | Niamh Wilson (director's cut) |                       |                    |                      |  |
| Jeff Ridenbour                        | Ned Bellamy          |                     |                        |                    |                        |                               |                       | Dex Manley (v)     |                      |  |
| Mark Wilson                           | Paul Gutrecht        |                     | Paul Gutrecht (f)      | Paul Gutrecht (f)  |                        |                               |                       |                    |                      |  |
| Simone Bethson                        |                      |                     |                        |                    |                        | Tanedra Howard                | Tanedra Howard        |                    |                      |  |
| Obi Tate                              |                      | Tim Burd            | Tim Burd               |                    | Tim Burd               |                               | Tim Burd (f)          | Marc Carr (v)      |                      |  |
| Trevor                                |                      |                     |                        | Kevin Rushton      |                        |                               | Kevin Rushton         |                    |                      |  |
| Troy                                  |                      |                     | J. LaRose              | J. LaRose          |                        |                               |                       |                    |                      |  |
| Timothy Young                         |                      |                     | Mpho Koaho             |                    |                        | Mpho Koaho                    |                       |                    |                      |  |
| Major karakterer (enkelt-media)       |                      |                     |                        |                    |                        |                               |                       |                    |                      |  |
| Art Blank                             |                      |                     |                        | Justin Louis       | Justin Louis (f)       |                               | Justin Louis (p)      |                    |                      |  |
| Lynn Denlon                           |                      |                     | Bahar Soomekh          | Bahar Soomekh (f)  | Bahar Soomekh (f)      | Bahar Soomekh (f)             | Bahar Soomekh (f)     |                    |                      |  |
| Bobby Dagen                           |                      |                     |                        |                    |                        |                               | Sean Patrick Flanery  |                    |                      |  |
| William Easton                        |                      |                     |                        |                    |                        | Peter Outerbridge             | Peter Outerbridge (p) |                    |                      |  |
| Matt Gibson                           |                      |                     |                        |                    |                        |                               | Chad Donella          |                    |                      |  |
| Zep Hindle                            | Michael Emerson      | Michael Emerson (v) | Michael Emerson (f)    |                    |                        |                               | Michael Emerson (f)   |                    |                      |  |
| Campbell Iman                         |                      |                     |                        |                    |                        |                               |                       |                    | ?                    |  |
| Daniel Matthews                       |                      | Erik Knudsen        | Erik Knudsen (f)       | Erik Knudsen (p)   |                        |                               | Erik Knudsen (f)      |                    |                      |  |
| Steven Sing                           | Ken Leung            |                     | Ken Leung (f)          |                    | Ken Leung (p)          |                               |                       |                    |                      |  |
| Brit Steddison                        |                      |                     |                        |                    | Julie Benz             |                               |                       |                    |                      |  |
| Michael Tapp                          |                      |                     |                        |                    |                        |                               |                       |                    | ?                    |  |
| Supporting karakterer (enkelt-media)  |                      |                     |                        |                    |                        |                               |                       |                    |                      |  |
| Aaron                                 |                      |                     |                        |                    |                        | James Gilbert                 |                       |                    |                      |  |
| Brent Abbott                          |                      |                     |                        |                    |                        | Devon Bostick                 |                       |                    |                      |  |
| Harold Abbott                         |                      |                     |                        |                    |                        | George Newbern                |                       |                    |                      |  |
| Allen                                 |                      |                     |                        |                    |                        | Shawn Ahmed                   |                       |                    |                      |  |
| Seth Baxter                           |                      |                     |                        |                    | Joris Jarsky           | Joris Jarsky (f)              |                       |                    |                      |  |
| Brenda                                |                      |                     |                        | Sarain Boylan      |                        |                               |                       |                    |                      |  |
| Dave                                  |                      |                     |                        |                    |                        | Darius McCrary                |                       |                    |                      |  |
| Debbie                                |                      |                     |                        |                    |                        | Caroline Cave                 |                       |                    |                      |  |
| Eddie                                 |                      |                     |                        |                    |                        | Marty Moreau                  |                       |                    |                      |  |
| Jennings Foster                       |                      |                     |                        |                    |                        |                               |                       | Troy Lund (v)      |                      |  |
| Gena                                  |                      |                     |                        |                    |                        | Melanie Scrofano              |                       |                    |                      |  |
| Luba Gibbs                            |                      |                     |                        |                    | Meagan Good            |                               |                       |                    |                      |  |
| Alison Gordon                         | Monica Potter        |                     |                        |                    |                        |                               |                       |                    |                      |  |
| Diana Gordon                          | Makenzie Vega        |                     |                        |                    |                        |                               |                       |                    |                      |  |
| Halden                                |                      |                     | Barry Flatman          |                    |                        |                               |                       |                    |                      |  |
| Hank                                  |                      |                     |                        |                    |                        | Gerry Mendicino               |                       |                    |                      |  |
| Laura Hunter                          |                      | Beverley Mitchell   | Beverly Mitchell (f)   |                    | Beverly Mitchell (p)   |                               |                       |                    |                      |  |
| Josh                                  |                      |                     |                        |                    |                        | Shawn Mathieson               |                       |                    |                      |  |
| Lamanna                               |                      |                     |                        | Simon Reynolds     |                        |                               |                       |                    |                      |  |
| Ivan Landsness                        |                      |                     |                        | Marty Adams        |                        |                               |                       |                    |                      |  |
| Ashley Kazon                          |                      |                     |                        |                    | Laura Gordon           |                               |                       |                    |                      |  |
| Oswald McGullicuty                    |                      |                     |                        |                    |                        |                               |                       | David Scully (v)   |                      |  |
| Morgan                                |                      |                     |                        | Janet Land         |                        |                               |                       |                    |                      |  |
| Rex                                   |                      |                     |                        | Ron Lea            |                        |                               |                       |                    |                      |  |
| Danica Scott                          |                      |                     | Debra McCabe           |                    |                        |                               |                       |                    |                      |  |
| Charles Saumn                         |                      |                     |                        |                    | Carlo Rota             |                               |                       |                    |                      |  |
| Shelby                                |                      |                     |                        |                    |                        | Karen Cliche                  |                       |                    |                      |  |
| Melissa Sing                          |                      |                     |                        |                    |                        |                               |                       | Kahn Doan (v)      | Kahn Doan (v)        |  |
| Jonas Singer                          |                      | Glenn Plummer       | Glenn Plummer (f)      |                    | Glenn Plummer (p)      |                               |                       |                    |                      |  |
| Carla Song                            | Alexandra Bokyn Chun |                     |                        |                    |                        |                               |                       |                    | ?                    |  |